# Maria Anna Sagar

Titelblatt des Romans Die verwechselten Töchter von Maria Anna Sager, anonym erschienen 1771

Maria Anna Sager, geb. Maria Anna Radoschny (* 24. Juli 1727 in Prag; † 4. Juni 1805 in Wien) war eine österreichische Schriftstellerin.

## Leben und Werk
Über Maria Anna Sagers Leben ist nur wenig bekannt. Sie war die Tochter des ersten Böhmischen Statthalterei-Registrators Radoschny, nach dessen Tod sie sich in Wien als Magd verdingen musste. 1752 heiratete sie den späteren Schlosshauptmann und Lustspielautor Johann Sager. Ihren Roman Die verwechselten Töchter (1771) veröffentlichte Anna Maria Sager anonym, „von einem Frauenzimmer“; Karolinens Tagebuch (1774) erschien unter dem Kryptonym „M.A.S.“ Den Roman Karolinens Tagebuch charakterisiert Sager im Titel ausdrücklich als einen „ohne ausserordentliche Handlungen oder gerade so viel als gar keine“. Damit stellt sie ihn in die englischen Traditionen einerseits des digressiven Romans im Stile von Laurence Sterne, andererseits von Henry Fieldings An Essay on Nothing. Neben Sophie von La Roches Geschichte des Fräuleins von Sternheim (1771) gelten Maria Anna Sagers Werke als frühe Zeugnisse einer deutschsprachigen, von Frauen verfassten Romanliteratur des 18. Jahrhunderts.

## Primärliteratur
- Die verwechselten Töchter, eine wahrhafte Geschichte, in Briefen entworfen von einem Frauenzimmer. Gerle, Prag 1771. (Digitalisat)
- Karolinens Tagebuch ohne ausserordentliche Handlungen oder gerade so viel als gar keine. Gerle, Prag 1774. (Digitalisat)

## Sekundärliteratur
- Constantin von Wurzbach: Sagar, Maria Anna (Im Artikel des Ehemanns). In: Biographisches Lexikon des Kaiserthums Oesterreich. 28. Theil. Kaiserlich-königliche Hof- und Staatsdruckerei, Wien 1874, S. 68 f. (Digitalisat).
- Karl Goedeke, Edmund Goetze: Grundriss zur Geschichte der deutschen Dichtung aus den Quellen. 3. Auflage. Ehlermann, Leipzig 1916, Bd. 4, Abtlg. 1. S. 595 f.
- Christine Touaillon: Der deutsche Frauenroman des 18. Jahrhunderts. Braumüller, Wien und Leipzig 1919, S. 236–242 (Textarchiv – Internet Archive).
- Helga Meise: Das Werk der Maria Anna Sagar – Konstitutionsbedingungen und Probleme des Romans von Frauen im 18. Jahrhundert. In: Helga Gallas und Magdalene Heuser (Hrsg.): Untersuchungen zum Roman von Frauen. Niemeyer, Tübingen 1990, S. 79–92.
- Brigitte E. Jirku: Spiel, Spiegel, Schrift in Maria Anna Sagars „Karolinens Tagebuch“. In: Colloquia Germanica. Band 26, Heft 1, 1993, S. 17–35.
- Claire Baldwin: The emergence of the German Novel: Christoph Martin Wieland, Sophie von La Roche and Maria Anna Sagar. Camden House, Rochester 2002.
- Michael Wögerbauer: Romány „o ničem“. Pražská spisovatelka Maria Anna Sagarová (1729–1805) a její ženská poetika románu (1771, 1774) [= Romane „über nichts“. Die Prager Schriftstellerin M.A.S. und ihre weibliche Poetik des Romans]. In: Jaroslav Lorman, Daniela Tinková (Hrsg.): Post tenebras spero lucem. Duchovní tvář českého a moravského osvícenství. Casablanca, Praha 2009, S. 393–406.